# Sandra Bagarić
Sandra Bagarić (Zenica, 5. april 1974) bosanskohercegovačka je operska pjevačica i glumica.

## Obrazovanje i karijera
Srednje muzičko obrazovanje stekla je u Zenici i Sarajevu.
Diplomirala je 1996. na Muzičkoj akademiji u Zagrebu u klasi sopranistkinje prof. Ljiljane Molnar-Talajić.
Nastupala je na koncertima u Hrvatskoj, BiH, Sloveniji, Italiji, Belgiji, Njemačkoj, Mađarskoj, SAD (Florida, Porotriko, Havaji) i Japanu. Djeluje i kao voditeljka u muzičkim emisijama i šou-programima na televizijama u Hrvatskoj i BiH. Objavila je tri CD-a.
Član je Hrvatskog udruženja muzičkih umjetnika. 
Zapaženi su brojni nastupi Bagarićeve širom svijeta, kao i nastupi u reklamnim spotovima i kampanjama. Za HTV nastupala je u muzičkoj emisiji Za srce i dušu. Angažovana je u zagrebačkom teatru Komedija.

## Privatni život
Sandra Bagarić je u braku s pijanistom Darkom Domitrovićem više od 20 godina; imaju dvoje djece.

## Djelo

### Uloge u operama i predstavama
- Madam Trubadur, opereta F. Albinija
- Grofica Marica, uloga Marice u predstavi E. Kalmana
- Kneginja čardaša, uloga Silve u predstavi E. Kalmana
- Šišmiš, uloga Rosalinde u operi Johana Štrausa Mlađeg
- Bokačo, uloga Fijamete u operi F. Supea
- Noć u Veneciji, uloga Anine u operi Johana Štrausa Mlađeg
- Mala Florami, uloga Florami u predstavi I. Tijardovića
- Tko pjeva zlo ne misli (sa ZGK Komedija)
- Kod bijelog konja, uloga Jozefe sa Narodnim gledališčem iz Maribora
- Ljubavni napitak, uloga Adine u operi sa HNK iz Splita

### TV
- Obećana zemlja (2002)
- Naša mala klinika kao gospođa (2007)
- Zabranjena ljubav kao Eleonora Šarić (2008)
- Samo ti pričaj kao Dubravka Jakšić (2015–16)
- Tvoje lice zvuči poznato, članica žirija (2014–16)

### Voditeljstvo
- Za srce i dušu (HTV)
- Porin (HTV)
- Kviz Ona ili on (Nova TV)
- Izbor za Mis Hrvatske (HTV)
- Izbor za Mis BiH (FTV)
- Neumfest (FTV)
- modne revije
- iventi

### Sinhronizacija
- Povratak u Oz kao Porculanska princeza (2014)
- Ljepotica i zvijer kao Madam de Garderob (2017)

## Spoljašnje veze
- Zvanični veb-sajt (biografija i dr.) (arhivirana verzija, neophodan Flash) (jezik: hrvatski)
- Sandra Bagarić na sajtu  (jezik: engleski)
- Intervju (jezik: hrvatski)